# Земельный сервитут
Земе́льный сервиту́т — право ограниченного пользования чужим земельным участком, зданием, сооружением и другим недвижимым имуществом.
Сервитут устанавливается по соглашению между лицом, требующим установления сервитута, и собственником соседнего участка и подлежит регистрации в порядке, установленном для регистрации прав на недвижимое имущество. В случае недостижения соглашения об установлении или условиях сервитута спор разрешается судом по иску лица, требующего установления сервитута.
Собственник участка, обремененного сервитутом, вправе, если иное не предусмотрено законом, требовать от лиц, в интересах которых установлен сервитут, соразмерную плату за пользование участком. Сервитут может устанавливаться для обеспечения прохода и проезда через соседний земельный участок, прокладки и эксплуатации линий электропередачи, связи и трубопроводов, обеспечения водоснабжения и мелиорации, подъезда (подхода) к пунктам государственной геодезической сети и их охранным зонам, а также других нужд собственника недвижимого имущества, которые не могут быть обеспечены без установления сервитута.
При этом выделяют частный сервитут и публичный сервитут.
Публичный сервитут устанавливается законом или иным нормативным правовым актом Российской Федерации, нормативным правовым актом субъекта Российской Федерации, нормативным правовым актом органа местного самоуправления в случаях, если это необходимо для обеспечения интересов государства, местного самоуправления или местного населения, без изъятия земельных участков. Установление публичного сервитута осуществляется с учетом результатов общественных слушаний.
Сервитут может быть срочным или постоянным.